# 汪詩詩
汪詩詩（英語：Cissy Wang，1981年4月21日—），生於香港，香港武打演員甄子丹的妻子。汪父汪母是珠寶商，妹妹汪圓圓则是香港有「玩具大王」之稱的企業家蔡志明儿媳（蔡加讚太太）。

## 簡介
1999年曾參與過亞洲小姐競選，到2000年，汪詩詩參加由新時代電視舉辦的多倫多華裔小姐競選，成為三料冠軍。
2003年8月30日，與武打演員甄子丹在多倫多註冊結婚。目前育有一女一子，女兒甄濟如（Jasmine）和兒子甄濟嘉（James）。在甄子丹前一段婚姻也有一個繼子，甄文卓（Jeff）。

## 外部連結
- 汪詩詩 Facebook
- 汪詩詩的Instagram帳戶
- 汪詩詩的新浪微博
- 汪詩詩 騰訊微博 （页面存档备份，存于）
- 汪詩詩汪圓圓媽媽不會老 （页面存档备份，存于）